# Chiesa di San Giacomo Apostolo (Ospitaletto)
La chiesa di San Giacomo Apostolo è la parrocchiale di Ospitaletto, in provincia e diocesi di Brescia; fa parte della zona pastorale di Travagliato.

## Storia
Si sa che la parrocchia di Ospitaletto fu eretta nel Quattrocento con territorio dismembrato da quella di Bornato. Nel secolo successivo la chiesa venne riedificata. Dalla relazione della visita pastorale del 1580, s'apprende che la chiesa, facente parte del vicariato di Travagliato, disponeva di due altari e che i fedeli erano 780. 
La nuova parrocchiale fu costruita tra il 1687 ed il 1720 e consacrata il 10 maggio 1724. Verso la fine del XIX secolo venne posato il nuovo pavimento e, nel 1904, eretto il campanile. Nel 1989 il vicariato di Travagliato fu soppresso e la chiesa venne aggregata alla zona pastorale di Travagliato.

## Descrizione
La fabbrica è di stile tardo cinquecentesco con un vano unico e volta a botte comprendente navata e presbiterio. La facciata è adornata di statue di stile calegaresco. L'interno presenta sette altari: alcuni in stile barocco, altri in stile neoclassico. La pala dell'altare maggiore raffigura il Martirio di san Giacomo ed è opera di Antonio Paglia. È presente una Pietà del Romanino, che, forse, è una pala originaria della precedente parrocchiale, la quale è incastonata all'interno di una tela più grande ad opera di Antonio Gandino e dedicata alla Resurrezione di Cristo. Un'altra tela, infine, raffigura i Santi Fermo e Rustico, opera di Giuseppe Tortelli, il quale dipinse anche la Natività di un altare laterale.

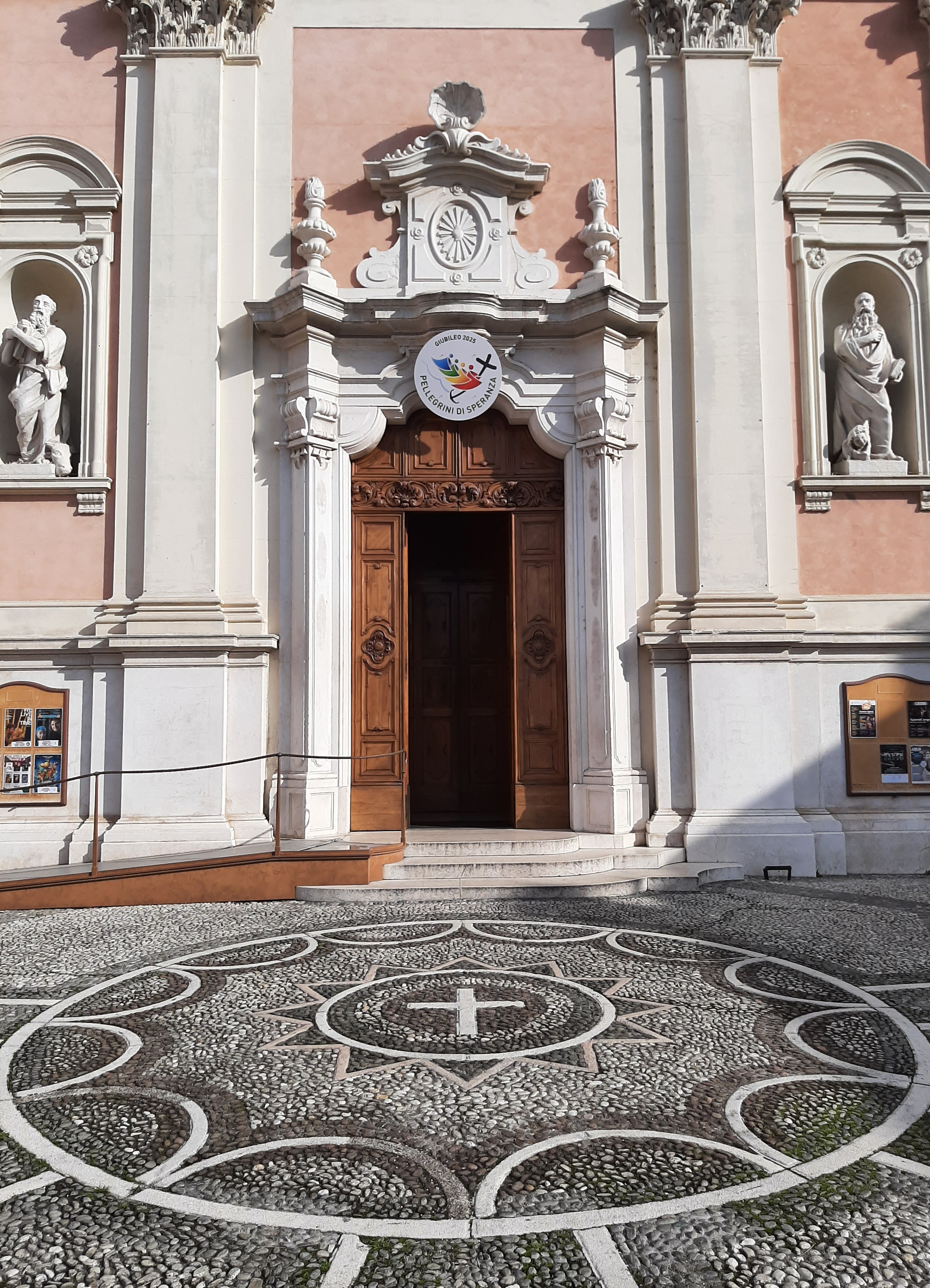
Portone di ingresso
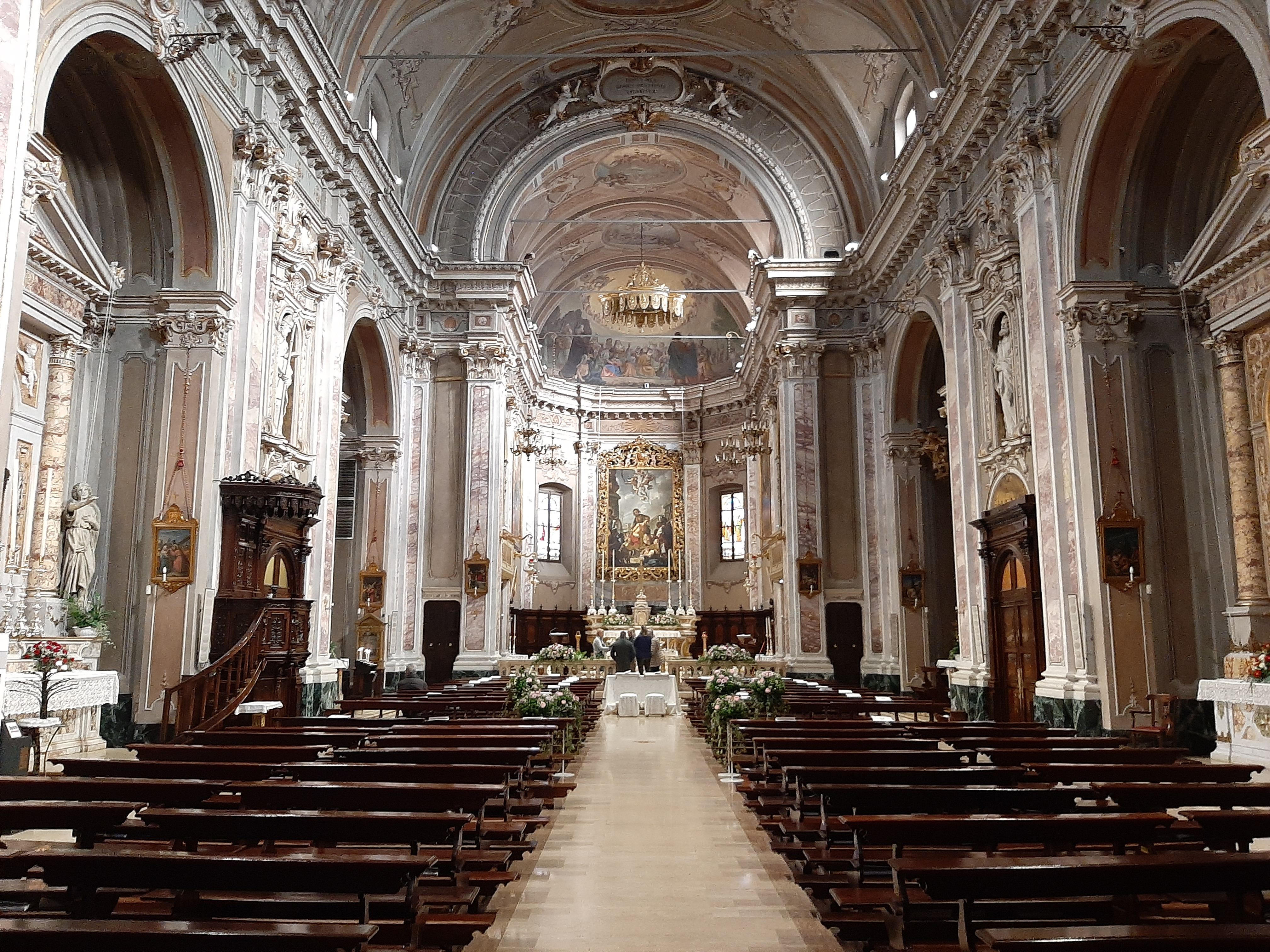
Interno della chiesa
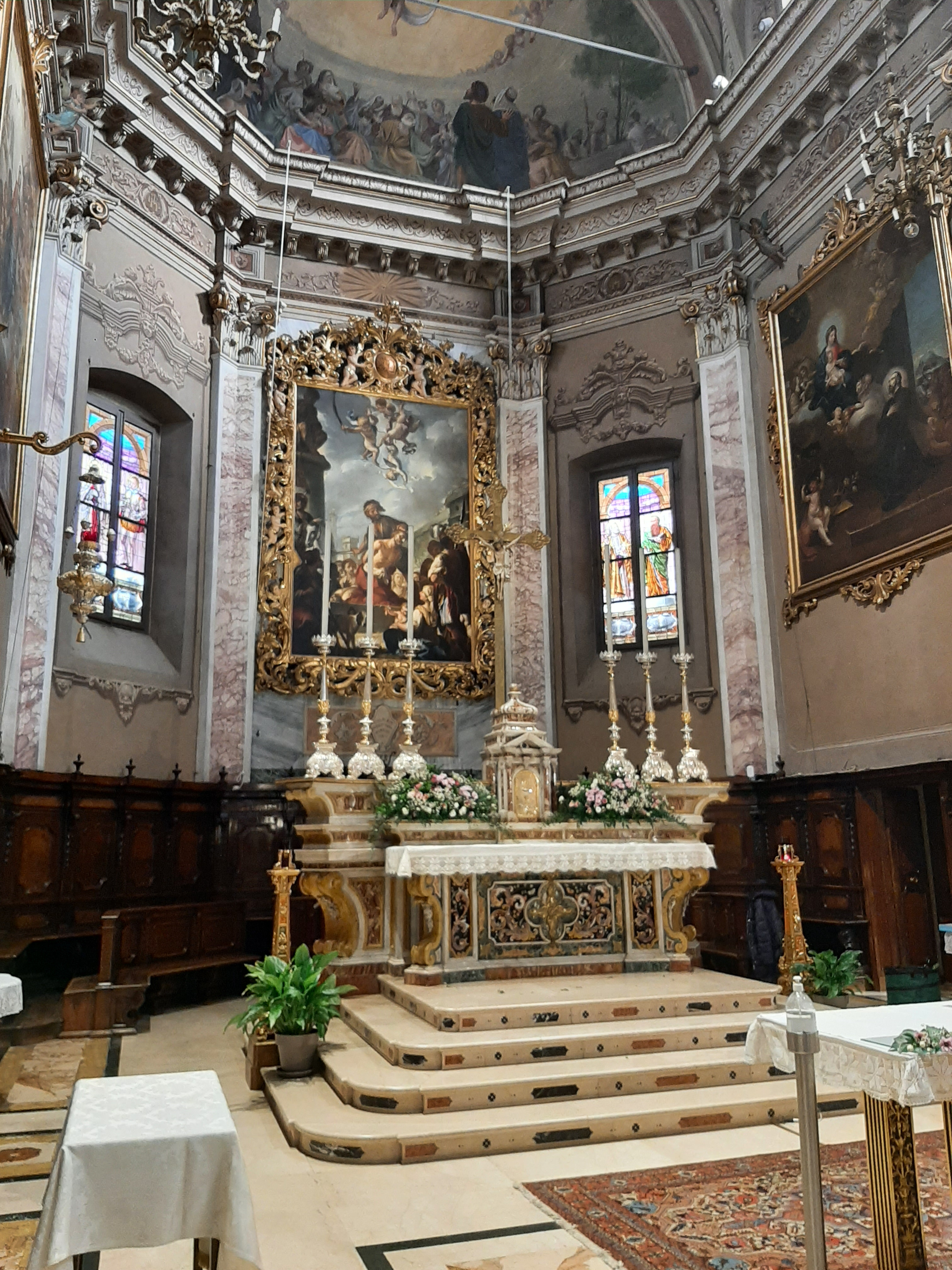
Altare principale
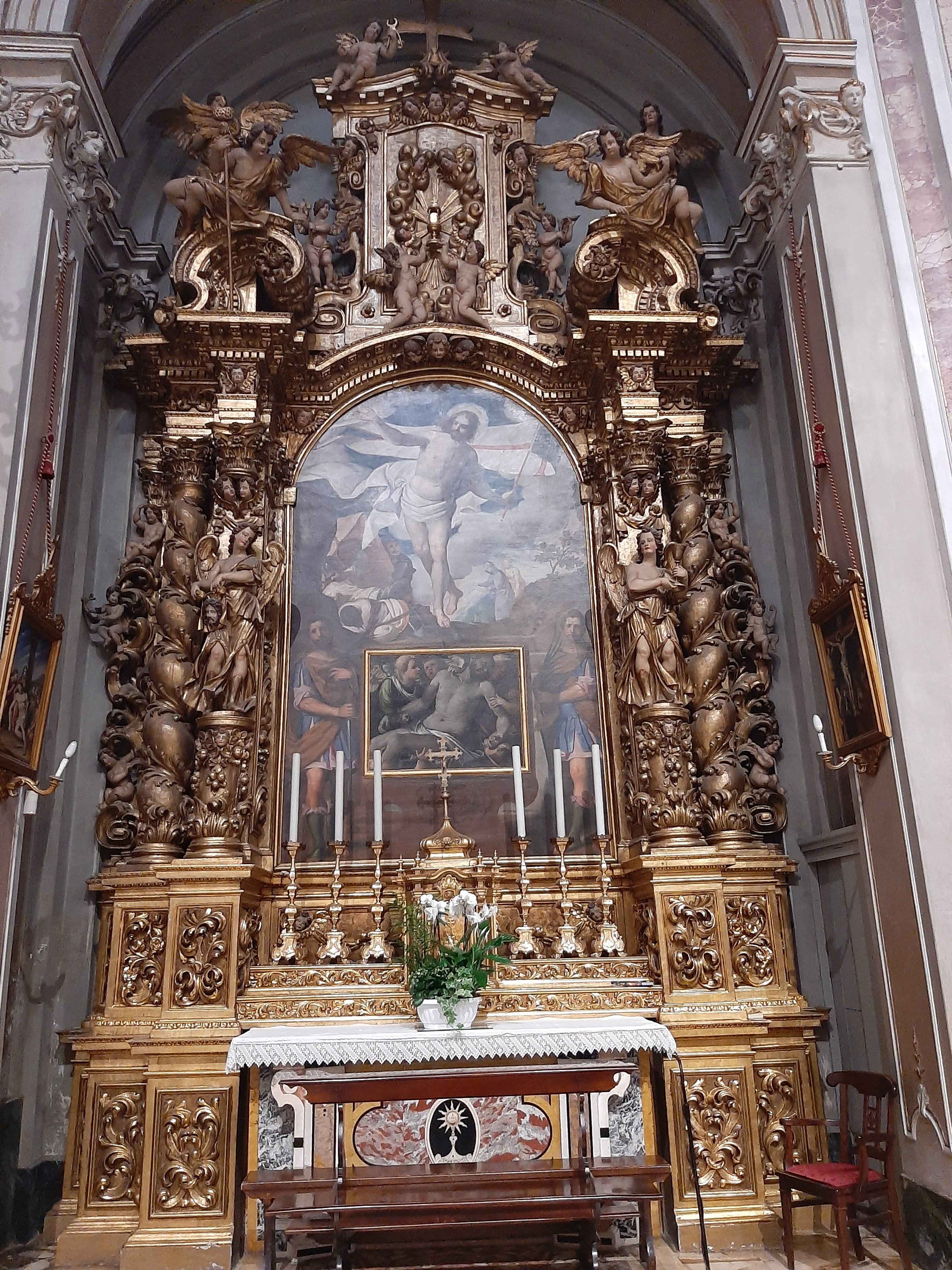
Resurrezione di Cristo e all'interno Pietà del Romanino
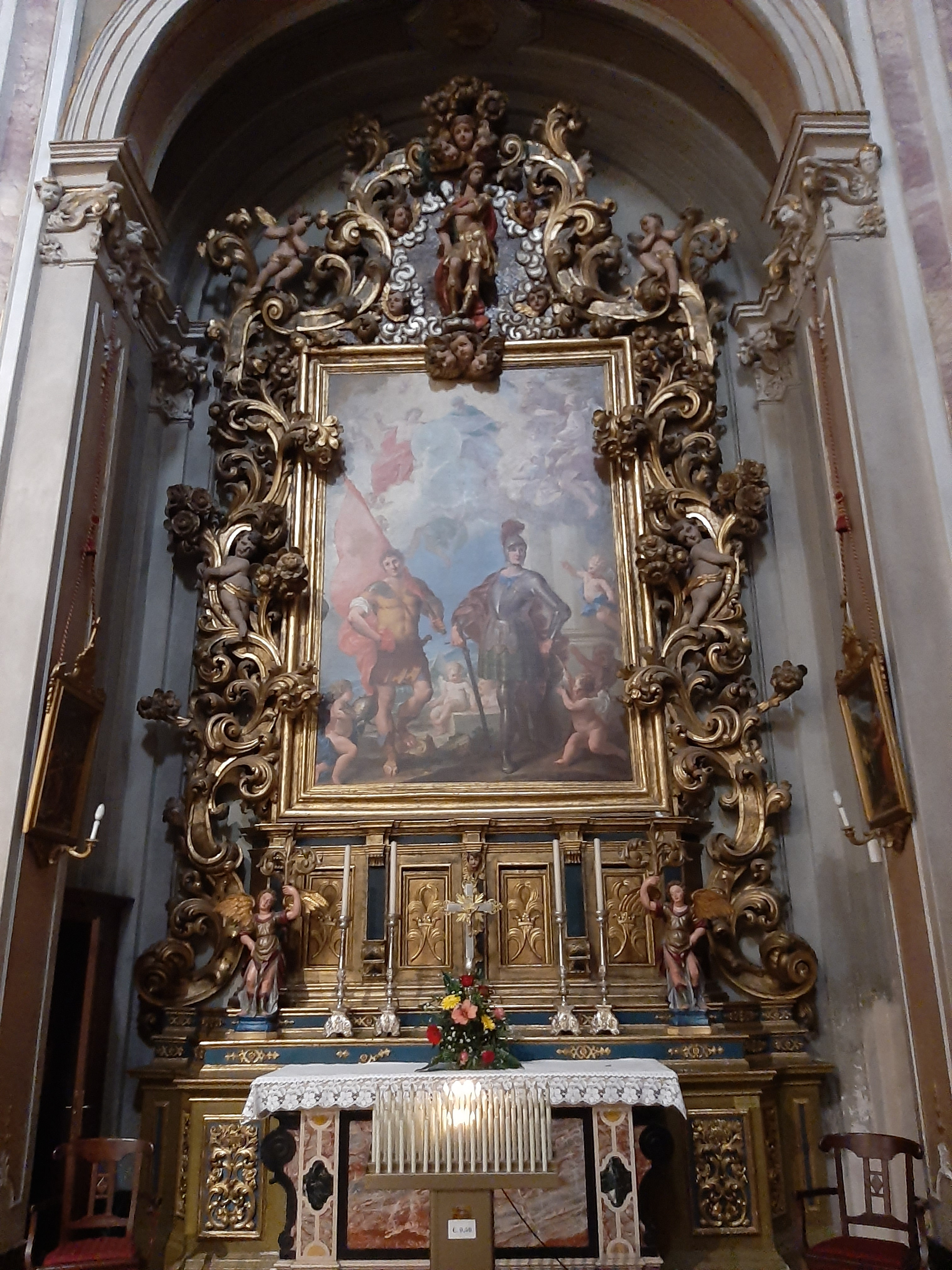
Santi Fermo e Rustico
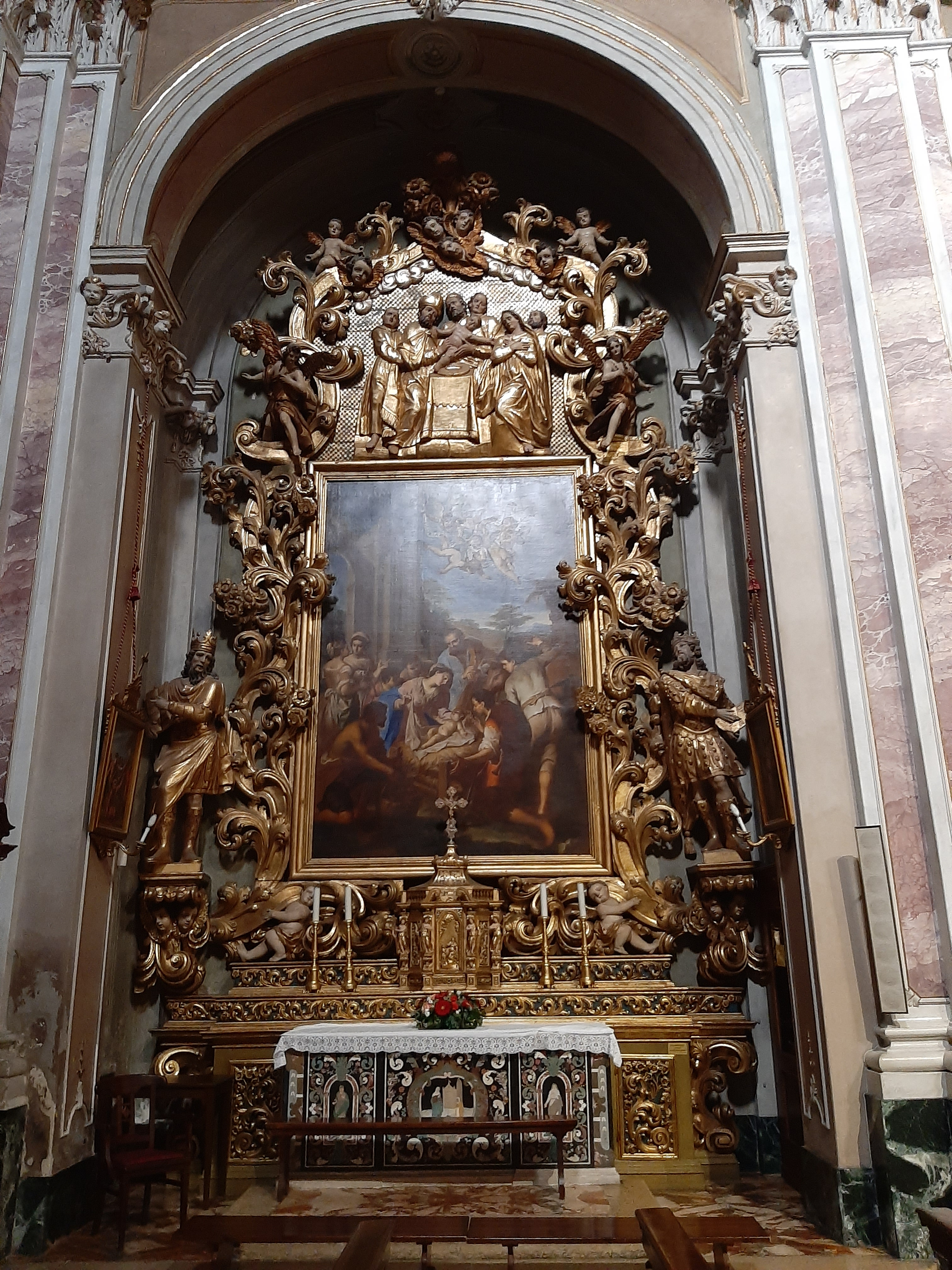
Natività
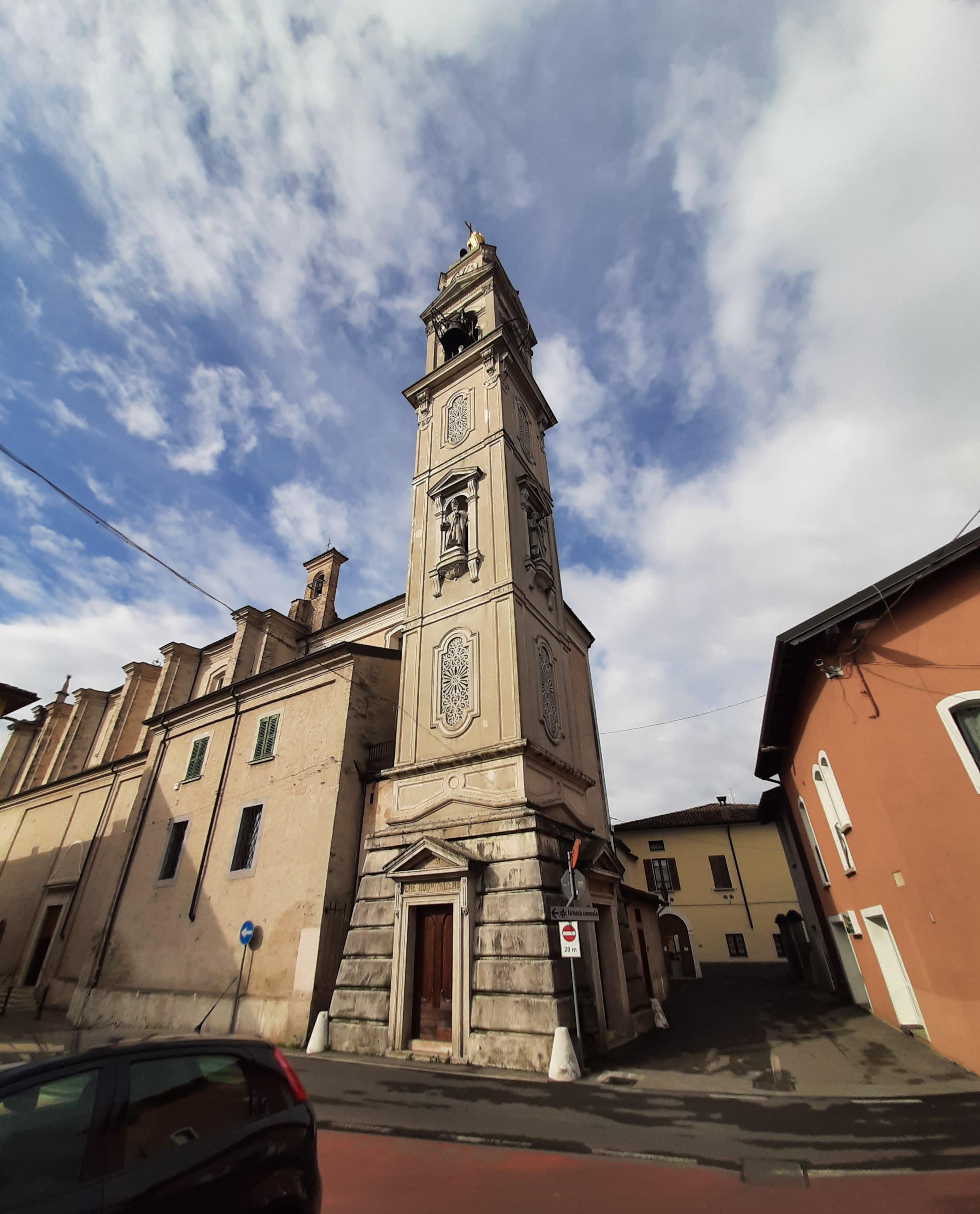
Torre campanaria